# Dordrecht

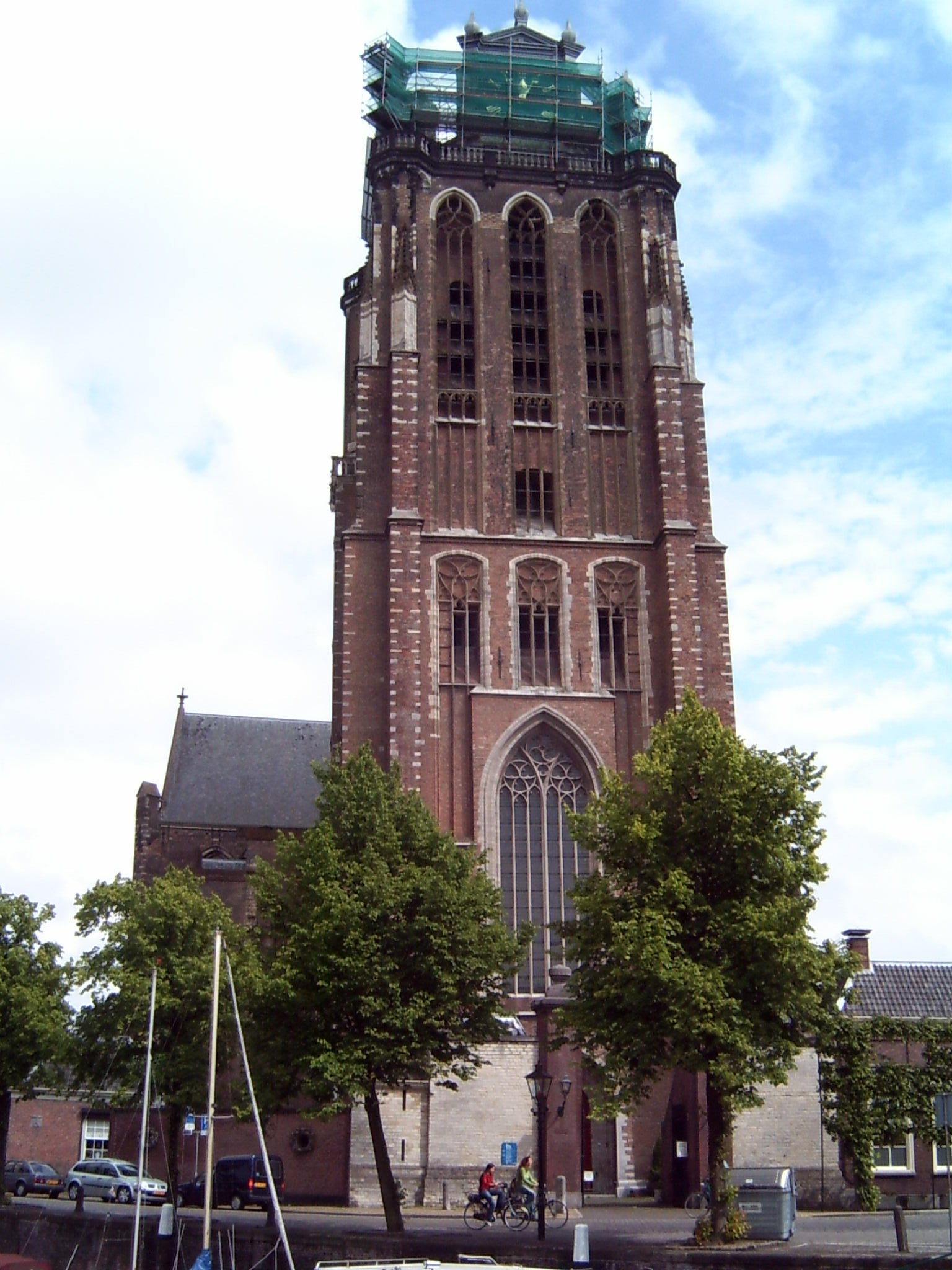
Grote Kerk

Dordrecht – miasto i gmina w zachodniej Holandii, w prowincji Holandia Południowa, w delcie Renu i Mozy, na południowy wschód od Rotterdamu. Liczy 113 381 mieszkańców (2012) i tym samym stanowi trzecie co do wielkości miasto w tej prowincji, po Rotterdamie i Hadze.
W mieście znajdują się stacje kolejowe Dordrecht, Dordrecht Stadspolders oraz Dordrecht Zuid.

## Miasta partnerskie
- Bamenda, Kamerun
- Hastings, Wielka Brytania
- Recklinghausen, Niemcy
- Warna, Bułgaria